# Nadiem Amiri
Nadiem Amiri (Ludwigshafen am Rhein, 27 oktober 1996) is een voetballer met zowel de Duitse als de Afghaanse nationaliteit die doorgaans als centrale middenvelder speelt. In januari 2024 maakte hij de overstap van Bayer Leverkusen naar 1. FSV Mainz 05. Amiri debuteerde in 2019 in het Duits voetbalelftal in de oefeninterland tegen Argentinië.

## Clubcarrière
Amiri speelde in de jeugd voor Ludwigshafener SC, Kaiserslautern, SV Waldhof Mannheim en 1899 Hoffenheim. Hij debuteerde op 15 augustus 2014 in het tweede elftal van Hoffenheim, tegen FC Nöttingen. Zijn debuut in de Bundesliga volgde op 7 februari 2015, in een met 3–0 verloren wedstrijd uit tegen VfL Wolfsburg. Coach Markus Gisdol liet hem die dag van begin tot eind spelen. Een week later mocht Amiri opnieuw in de basiself beginnen, thuis tegen VfB Stuttgart. Hij werd na 57 minuten gewisseld voor Sejad Salihović en zag zijn team met 2–1 winnen.
Amiri moest in het seizoen 2015/16 op zijn eerste basisplaats wachten tot na de aanstelling van Huub Stevens als coach, maar behoorde daarna regelmatig tot de eerste elf. Zijn positie bij Hoffenheim verbeterde verder toen Julian Nagelsmann Stevens ruim drie maanden later weer opvolgde. Amiri speelde gedurende het seizoen 2016/17 in 33 competitiewedstrijden, in 20 als basisspeler. Hoffenheim en hij eindigden dat jaar op de vierde plaats in de Bundesliga, de hoogste positie in de clubhistorie. Zodoende debuteerde Amiri een seizoen later in zowel de voorronden van de UEFA Champions League als in de Europa League. Hoffenheim en hij scherpten in het seizoen 2017/18 het clubrecord verder aan met een derde plaats op de ranglijst. Amiri miste de eerste helft van het seizoen 2018/19 vanwege een vermoeidheidsbreuk in een middenvoetsbeentje.
Amiri tekende in juli 2019 een contract tot medio 2024 bij Bayer Leverkusen. Dat betaalde 9 miljoen euro voor hem aan Hoffenheim. Coach Peter Bosz bracht Amiri in zijn eerste maand als reservespeler, waarna hij zich later in het seizoen ontwikkelde tot regelmatige basisspeler. Hij speelde dat seizoen voor het eerst in zijn carrière in de groepsfase van de Champions League, tegen Lokomotiv Moskou, Juventus en Atlético Madrid. Na het vertrek van Bosz in maart 2021 namen Amiri's speelkansen onder coach Hannes Wolf af. Zo kwam hij in de eerste seizoenshelft van 2021/22 tot dertien competitiewedstrijden, waarvan tien als invaller. Hij bracht de tweede seizoenshelft daarna op huurbasis door bij Genoa. Hiermee degradeerde hij uit de Serie A. Toen Amiri in juli 2022 terugkeerde bij Leverkusen, was Wolf opgevolgd door Gerardo Seoane. Ook onder hem bleef hij voornamelijk invaller.

## Clubstatistieken
| Seizoen     | Club                | Competitie  | Competitie | Competitie | Beker | Beker | Internationaal | Internationaal | Totaal | Totaal |
| Seizoen     | Club                | Competitie  | Wed.       | Dlp.       | Wed.  | Dlp.  | Wed.           | Dlp.           | Wed.   | Dlp.   |
| ----------- | ------------------- | ----------- | ---------- | ---------- | ----- | ----- | -------------- | -------------- | ------ | ------ |
| 2014/15     | TSG 1899 Hoffenheim | Bundesliga  | 7          | 0          | 2     | 0     | —              | —              | 9      | 0      |
| 2015/16     | TSG 1899 Hoffenheim | Bundesliga  | 25         | 4          | 0     | 0     | —              | —              | 25     | 4      |
| 2016/17     | TSG 1899 Hoffenheim | Bundesliga  | 33         | 2          | 1     | 0     | —              | —              | 34     | 2      |
| 2017/18     | TSG 1899 Hoffenheim | Bundesliga  | 28         | 2          | 1     | 1     | 4              | 1              | 33     | 4      |
| 2018/19     | TSG 1899 Hoffenheim | Bundesliga  | 13         | 3          | 0     | 0     | 1              | 0              | 14     | 3      |
| Club totaal | Club totaal         | Club totaal | 106        | 11         | 4     | 1     | 5              | 1              | 115    | 13     |
| 2019/20     | Bayer Leverkusen    | Bundesliga  | 30         | 1          | 5     | 0     | 7              | 0              | 42     | 1      |
| 2020/21     | Bayer Leverkusen    | Bundesliga  | 29         | 2          | 2     | 0     | 8              | 1              | 39     | 3      |
| 2021/22     | Bayer Leverkusen    | Bundesliga  | 13         | 1          | 2     | 0     | 5              | 1              | 20     | 2      |
| 2021/22     | → Genoa             | Serie A     | 13         | 0          | 0     | 0     | —              | —              | 13     | 0      |
| 2022/203    | Bayer Leverkusen    | Bundesliga  | 25         | 4          | 0     | 0     | 11             | 0              | 36     | 4      |
| 2023/24     | Bayer Leverkusen    | Bundesliga  | 8          | 0          | 1     | 0     | 0              | 0              | 8      | 1      |
| Club totaal | Club totaal         | Club totaal | 105        | 8          | 10    | 0     | 31             | 2              | 146    | 10     |
| 2023/24     | 1. FSV Mainz 05     | Bundesliga  | 15         | 1          | 0     | 0     | 0              | 0              | 15     | 1      |
| Club totaal | Club totaal         | Club totaal | 15         | 1          | 0     | 0     | 0              | 0              | 15     | 1      |

Bijgewerkt t/m 21 mei 2015.

## Interlandcarrière
Amiri maakte deel uit van alle Duitse nationale jeugdelftallen vanaf Duitsland –18. Hij nam met Duitsland –19 deel aan het EK –19 van 2015. Amiri behoorde tot het Duitsland –21 dat het EK –21 van 2017 won. Hij viel tijdens dat toernooi vier keer in. Hij haalde met Duitsland –21 twee jaar daarna ook de finale van het EK –21 van 2019. Daarin verloren zijn ploeggenoten en hij deze keer met 2–1 van Spanje –21. Hij maakte zelf het Duitse doelpunt.
Amiri debuteerde op 9 oktober 2019 onder bondscoach Joachim Löw in het Duits voetbalelftal, in een oefeninterland tegen Argentinië (2–2). Hij viel die dag in de 66e minuut in voor Julian Brandt. Amiri mocht dat jaar ook meedoen in twee EK-kwalificatiewedstrijden en in 2020 in nog twee oefeninterlands.

## Erelijst
| Europees kampioen –21 | 1x | 2017 |

1 Rieß ·
2 Mwene ·
3 Jenz ·
4 Barkok ·
5 Leitsch ·
6 Sano ·
7 Lee ·
8 Nebel ·
9 Onisiwo ·
11 Sieb ·
14 Hong ·
16 Bell ·
17 Vidović ·
18 Amiri ·
19 Caci ·
21 Da Costa ·
22 Veratschnig ·
25 Hanche-Olsen ·
27 Zentner ·
29 Burkardt ·
30 Widmer  ·
31 Kohr ·
33 Batz ·
41 Shabani ·
44 Weiper ·
47 Dal ·
Coach: Henriksen
· Assistent-coach: Silberbauer